# Джуричин, Марко
Марко Джуричин (нем. Marco Djuricin; род. 12 декабря 1992[…], Вена) — австрийский футболист, нападающий хорватского клуба «Риека».

## Клубная карьера
Марко начал карьеру выступая за юношеские команды венских «Рапида» и «Аустрии». В 2008 году он попал в молодёжную систему берлинской «Герты». 20 августа 2010 года в матче против «Рот-Вайсса» он дебютировал во второй Бундеслиге. В этом поединке он сделал дубль, забив первые голы за клуб. В 2011 году Джуричин вместе с командой вышел в элиту. Марко не был основным футболистом команды и параллельно выступал за дублирующий состав «Герты». 21 января 2012 года в матче против «Нюрнберга» он дебютировал в Бундеслиге. В 2012 году для получения игровой практики Марко на правах аренды перешёл в «Ян».
Летом 2013 года контракт Джуричина закончился и он вернулся на родину, став футболистом «Штурма». 21 июля в матче против «Ваккер Инсбрук» Марко дебютировал в австрийской Бундеслиге. В этом поединке он получил тяжёлую травму и был заменен в первом тайме. 15 марта 2014 года в поединке против «Аустрии» Марко забил свой первый гол за команду из Граца.
В начале 2015 года Джуричин перешёл в «Ред Булл Зальцбург». Сумма трансфера составила 2,5 млн евро. 14 февраля в матче против «Винер-Нойштадт» Марко дебютировал за «быков». 15 марта в поединке против своего бывшего клуба «Штурм» он забил свой первый гол за клуб из Зальцбурга.
Летом того же года Марко перешёл в английский «Брентфорд» на правах аренды, где воссоединился с партнёром по молодёжной сборной Австрии — Константином Керчбауэром. 12 сентября в матче против «Лидс Юнайтед» он дебютировал в Чемпионшипе. В этом же поединке Джуричин забил свой первый гол за новую команду.
Летом 2016 года Марко вновь был отдан в аренду, его новым клубом стал венгерский «Ференцварош». 16 июля в матче против «Халадаша» он дебютировал в чемпионате Венгрии.

## Международная карьера
В 2010 году в составе юношеской сборной Австрии Джуричин принял участие в юношеском чемпионате Европы во Франции. На турнире он сыграл в матчах против команд Англии, Франции и Нидерландов. В поединке против нидерландцев Марко забил гол.
В 2011 году в составе молодёжной сборной Австрии Джуричин принял участие в молодёжном чемпионате мира в Колумбии. На турнире он сыграл в матче против команды Бразилии.
27 марта 2015 года в матче отборочного турнира чемпионата Европы 2016 против сборной Лихтенштейна Марко дебютировал за сборную Австрии, заменив во втором тайме Марка Янко.